# 欧拉咖啡
欧拉咖啡（Café de olla）是一种古老的墨西哥咖啡，制作咖啡时必须使用老式陶罐才能获得独特风味。欧拉咖啡主要在寒冷的墨西哥农村地区饮用。西班牙语中Café de olla的字面意思是“壶咖啡”。
欧拉咖啡的基本配方为：咖啡粉、肉桂、墨西哥黑糖。可以添加橙皮、茴香、丁香用作调味。